# Roger Martin du Gard
Roger Martin Du Gard (Neuilly-sur-Seine, França, 1881 - Bellême, 1958) fou un novel·lista francès guardonat amb el Premi Nobel de Literatura l'any 1937.

## Biografia
Va néixer el 23 de març del 1881 a la ciutat de Neuilly-sur-Seine, població situada al departament francès dels Alts del Sena, en una família acomodada d'advocats i magistrats. De vocació literària precoç, en va ser conscient després de llegir la novel·la de Lev Nikolàievitx Tolstoi, Guerra i pau. Per intentar consolidar la seva vocació de novel·lista, inicià estudis de Lletres, però no aconseguí llicenciar-se. Es presentà llavors a l'oposició de l'École des Chartes, i va obtenir la plaça d'arxiver paleògraf, amb una tesi sobre l'abadia de Jumièges.
Morí el 22 d'agost del 1958 a la ciutat de Bellême, població situada al departament d'Orne.

## Obra literària
El 1908, publicà la seva primera novel·la, Devenir (Esdevenir). La publicació l'any 1913 de Jean Barois, en la qual Martin du Gard aborda el cas Dreyfus, li permet relacionar-se amb André Gide i Jacques Copeau.
Després de la seva participació com a soldat en la Primera Guerra Mundial, començà la redacció de la que seria la seva obra magna: la saga de Les Thibault. En aquesta obra, no vol mostrar res, no jutja ni condemna; mostra de manera fragmentària l'evolució de la religió contemporània, com el fet de la separació entre l'Església i l'estat francès l'any 1905.
L'any 1937, fou guardonat amb el Premi Nobel de Literatura per l'energia i veritat artística amb les quals ha representat el conflicte humà tan bé com alguns aspectes fonamentals de la vida contemporània en la seva novel·la-saga "Les Thibault". A partir d'aquest moment, la seva obra deixa de ser considerada rellevant per part de la crítica, fins que Albert Camus la tornà a reivindicar al cap d'unes dècades.
Passarà la major part de la Segona Guerra Mundial a la ciutat de Niça. Allà començarà a elaborar una novel·la que romandrà inconclosa, Le Lieutenant-colonel de Maumort (El diari del coronel de Maumort), que es publicarà a títol pòstum el 1983.

## Obra publicada
| - 1908: Devenir - 1909: L'Une de Nous - 1913: Jean Barois - 1922: Les Thibault : Le Cahier gris - 1922: Les Thibault : Le Pénitencier - 1923: Les Thibault : La Belle Saison - 1928: Les Thibault : La Consultation - 1928: Les Thibault : La Sorellina - 1929: Les Thibault : La Mort du père - 1933: Vieille France - 1936: Les Thibault : Thibault, L'Été 1914 - 1940: Les Thibault : Thibault, l'Épilogue | - 1909: L'Une de Nous - 1933: Vieille France - 1968: Correspondance avec André Gide, obra pòstuma - 1983: Le Lieutenant-colonel de Maumort, obra pòstuma - 1920: Le Testament du père Leleu - 1928: La Gonfle - 1932: Un Taciturne |